# Message nerveux
Les messages nerveux sont des signaux chimiques ou électriques qui sont transmis par un ou plusieurs neurones face à un stimulus externe. Les signaux sont transmis par moyen du potentiel d'action, une dépolarisation et repolarisation de la membrane d'un neurone.

## Propriétés électriques d'un neurone
La membrane d'un neurone possède une polarité naturelle qu'on nomme potentiel de repos. 
Lorsqu'aucune stimulation n'est appliquée, la membrane est chargée positivement, alors que l'axoplasme (cytoplasme) est lui, chargé négativement.
Si l'on stimule électriquement ce neurone, on remarque qu'une dépolarisation se produit : l'espace d'un instant, l'axoplasme se charge positivement alors que la membrane devient négative. En effet, la concentration du K+ intracellulaire est supérieure à la concentration du Na+ extracellulaire.
On remarque que cette dépolarisation se propage le long de l'axone. La vitesse de propagation est d'autant plus grande que le diamètre de l'axone est grand et sa membrane myélinisée. En effet, la gaine de myéline provoque l'accélération de la transmission. En présence de la gaine de myéline, la conduction du message est dite saltatoire. Si la fibre est amyélinisée (dépourvue de gaine de myéline), la transmission sera plus lente dite de proche en proche.
La dépolarisation momentanée d'un neurone est appelée potentiel d'action ou Pa. 
Le neurone réagit de la même façon à une stimulation le temps que celle-ci dépasse l'intensité dite seuil.

## Le message nerveux
Le message nerveux est codé en fréquence de potentiels d'action (Pa). On remarque que le nombre de potentiels d'action varie en fonction de l'intensité: plus l'information à transmettre est intense, plus la fréquence de potentiels d'action sera importante. C'est-à-dire que l'information transmise sera toujours de même intensité (en ampères) mais plus fréquemment diffusée dans un même temps donné (souvent 1ms). Le message nerveux est aussi codé dans le temps : si on prolonge une stimulation électrique qui crée au départ un seul potentiel d'action, on constate au bout d'un certain temps qu'un second s'est formé. 
Les schémas d'arcs réflexes montrent qu'à certains moments les messages nerveux doivent passer des synapses reliant deux neurones.
Certaines de ces synapses sont dites à transmission directe : c’est-à-dire qu'aucune fente ne vient entraver la propagation du message nerveux. Alors que d'autres au contraire (dites à transmission indirecte) gênent la propagation du message nerveux par une fente.

## La fente synaptique
L'arrivée d'un potentiel d'action à la terminaison d'une fibre nerveuse (dite présynaptique), entraîne le phénomène d'exocytose des molécules neurotransmettrices (c’est-à-dire que les neurotransmetteurs traversent la membrane présynaptique pour se rendre dans la fente synaptique). Les neurotransmetteurs se fixent alors aux récepteurs qui leur sont spécifiques sur la membrane postsynaptique.  
Deux cas de figure sont alors possibles :
- si les neurotransmetteurs sont dits excitateurs, un potentiel postsynaptique excitateur se crée alors sur la fibre postsynaptique.
- si les neurotransmetteurs sont dits inhibiteurs, un potentiel postsynaptique inhibiteur se crée alors sur la fibre postsynaptique.

certains neurones sont spécialisés dans la production de tel ou tel neurotransmetteurs (ex:neurones dopaminergiques), mais la grande majorité agissent comme des centres d'aiguillage  pouvant recevoir la plupart des neurotransmetteurs et en les transmettant eux-mêmes à d'autres en modulant parfois le message et l'intensité (chimique et électrique) de ceux-ci.
Les neurotransmetteurs sont très vite dégradés par des enzymes et retournent en morceaux dans le neurone présynaptique. 
Le PPS inhibiteur crée en fait une hyperpolarisation de la membrane qui n'est pas favorable au potentiel d'action.
Le PPS excitateur crée en fait une légère dépolarisation de la membrane qui va dans le sens du potentiel d'action.
Le neurotransmetteur excitateur le plus fréquent est le glutamate alors que l'inhibiteur est le GABA.
Certaines drogues perturbent le système nerveux car leurs substances sont détectées par l'organisme comme les neurotransmetteurs.
Il existe en effet plus de 500 molécules qui sont reconnues comme tels et utilisées par l'orme.

## L'intégration nerveuse
Un neurone est connecté à plusieurs dizaines de milliers d'autres neurones, il est donc inimaginable de traiter individuellement chaque potentiel postsynaptique. Le neurone effectue donc une sommation algébrique des potentiels et c'est ce phénomène qu'on appelle intégration nerveuse. Cette sommation aboutit donc soit à une hyperpolarisation : dans ce cas le neurone ne réagit pas; soit à une dépolarisation : il y a alors création d'un potentiel d'action si l'intensité seuil est atteinte.